# روبرت ك. براون
روبرت ك. براون (بالإنجليزية: Robert K. Brown)‏ هو صحفي أمريكي، ولد في 2 نوفمبر 1932 في مونرو في الولايات المتحدة.